# Дудар Віктор Васильович
Ві́ктор Васи́льович Дудар (20 грудня 1977, с. Перемилів, Україна — 2 березня 2022, Миколаївська область, Україна) — військовий журналіст, боєць 80-ї окремої десантно-штурмової бригади.

## Життєпис
Понад 10 років працював журналістом у газеті «Експрес».
У 2014—2015 роках воював добровольцем на Сході України. З першого дня російсько-української війни пішов воювати в складі 80-ї окремої десантно-штурмової бригади.
Загинув під час оборони міста Миколаєва. Похований 8 березня 2022 року на Личаківському цвинтарі у Львові.

## Сім'я
Дружина Оксана та донька Софія.

## Нагороди
- Орден «За мужність» III ступеня (2022, посмертно) — за особисту мужність і самовіддані дії, виявлені у захисті державного суверенітету та територіальної цілісності України, вірність військовій присязі.